# Comanche Moon
Comanche Moon är en amerikansk western-miniserie i tre delar från 2008 och hade premiär i amerikansk TV på CBS den 13 januari 2008. Serien är en fristående uppföljare till Dead Man's Walk. För regin stod Simon Wincer.

## Handlingen
Gus och Woodrow är nu Texas Rangers vars kapten är Inish Scull. När Sculls favorithäst blir stulen av Comancher beslutar han sig för att finna hästen och lämnar över ansvaret till Gus och Woodrow.

## Karaktärer
- Augustus "Gus" McCrae - Steve Zahn
- Woodrow F. Call - Karl Urban
- Clara Forsythe - Linda Cardellini
- Pea Eye Parker - Troy Baker
- Jake Spoon - Ryan Merriman
- Joshua Deets - Keith Robinson
- Inish Scull - Val Kilmer
- Maggie - Elizabeth Banks
- Buffalo Hump - Wes Studi

## Föregångare
- Den långa färden, 1989
- Return to Lonesome Dove, 1993
- Streets of Laredo, 1995
- Dead Man's Walk, 1996